# Фришування
Фришування — у металургії — усунення домішок (головним чином вуглецю, сірки, фосфору, кремнію, марганцю) з металів методом їх окиснення; застосовують при конверторному або мартенівському способі виплавки сталі, а також у процесах одержання міді, свинцю, олова.
Згадується в середньовічних виданнях з гірництва та металургії, зокрема, в 11 розділі книги «De Re Metallica» Георга Агріколи (1556 р.):
| ...відділення розділене стовпами на дві частини. У передній з них розміщуються на першому місці дві печі для фришування шлаків, на другому місці – дві печі для легування міді зі свинцем і на третьому – ще одна піч для фришування шлаків. |